# Godless Savage Garden
Godless Savage Garden treći je EP norveškog black metal-sastava Dimmu Borgir. Izdan je 1998. godine i ponovo izdan 3. listopada 2006. godine s dvije bonus pjesme.
Prvi četiri pjesmama snimljen je u tijekom snimanja albuma Enthrone Darkness Triumphant.
Ovo je posljednji album skupine na kojemu svira klavijaturist Stian Aarstad i prvi na kojem pojavio se gitarist Astennu.

## Popis pjesama
| 1.    | »Moonchild Domain«                            | 5:24 |
| 2.    | »Hunnerkongens Sorgsvarte Ferd Over Steppene« | 3:05 |
| 3.    | »Chaos Without Prophecy«                      | 7:09 |
| 4.    | »Raabjørn Speiler Draugheimens Skodde«        | 5:03 |
| 5.    | »Metal Heart« (obrada Accepta)                | 4:40 |
| 6.    | »Stormblåst«                                  | 5:09 |
| 7.    | »Master of Disharmony« (uživo)                | 4:27 |
| 8.    | »In Death's Embrace« (uživo)                  | 6:15 |
| 41:12 |                                               |      |

| Bonus pjesme | Bonus pjesme                        | Bonus pjesme | Bonus pjesme | Bonus pjesme | Bonus pjesme | Bonus pjesme | Bonus pjesme | Bonus pjesme | Bonus pjesme |
| Br.          | Skladba                             | Trajanje     |              |              |              |              |              |              |              |
| ------------ | ----------------------------------- | ------------ | ------------ | ------------ | ------------ | ------------ | ------------ | ------------ | ------------ |
| 9.           | »Spellbound (By the Devil)« (uživo) | 4:45         |              |              |              |              |              |              |              |
| 10.          | »Mourning Palace« (uživo)           | 5:57         |              |              |              |              |              |              |              |
| 51:54        |                                     |              |              |              |              |              |              |              |              |

## Zasluge
Dimmu Borgir
- Nagash – bas-gitara, prateći vokal
- Tjodalv – bubnjevi
- Shagrath – vokal, solo-gitara (na pjesmama 2. i 4.)
- Erkekjetter Silenoz – ritam gitara, vokal (na pjesmama 2. i 4.)
- Astennu – solo-gitara (na pjesmama 1., 3., 5. – 8.)

Dodatni glazbenici
- Stian Aarstad – klavijature, glasovir (na pjesmama 1. – 5.)
- Mustis – klavijature, glasovir (na pjesmama 6. – 8.)

Ostalo osoblje
- Andreas Marschall – naslovnica
- Flea Black – grafički dizajn
- Peter Tägtgren – inženjer zvuka, produkcija, snimanje